# پلهام فون دونوپ
پلهام فون دونوپ (به انگلیسی: Pelham von Donop) بازیکن فوتبال زادهٔ ۲۸ آوریل ۱۸۵۱ اهل کشور انگلستان که سابقهٔ بازی در تیم ملی فوتبال انگلستان را در کارنامهٔ خود دارد. وی در تاریخ ۸ مارس ۱۸۷۳ نخستین بازی ملی خود را در مقابل تیم ملی فوتبال اسکاتلند انجام داد و با حضور در ۲ بازی ملی، در تاریخ ۶ مارس ۱۸۷۵ واپسین بازی ملی‌اش را در برابر تیم ملی فوتبال اسکاتلند برگزار کرد.